# Fontana dell'Acqua Acetosa
Fontana dell'Acqua Acetosa är en fontän vid Via dei Campi Sportivi i Quartiere Parioli i Rom. Den nuvarande fontänen beställdes av påve Alexander VII och utfördes år 1661–1662 av Andrea Sacchi med assistans av Marcantonio De Rossi.

## Beskrivning
Namnet Acqua Acetosa (italienska acetoso, "sur") syftar på en källa med järnhaltigt och surt vatten som flödade på denna plats. Påve Paulus V lät år 1613 analysera vattnet och det visade sig att det inte bara var drickbart utan att det även kunde kurera åkommor i njurarna, magen, mjälten och levern; vattnet tappades på flaskor och såldes i Rom. Påven uppdrog åt arkitekten Giovanni Vasanzio att uppföra den första fontänbyggnaden på platsen; denna restaurerades av Innocentius X. År 1661 gav Alexander VII i uppdrag åt Andrea Sacchi och Marcantonio De Rossi att uppföra den nuvarande fontänen. Den tidigare attribueringen åt Giovanni Lorenzo Bernini har visat sig vara felaktig. På tympanon sitter påvens vapen och en dedikationsinskription:
Fontänens tre vattenkällor, vilka är belägna under marknivån, nås genom en trappa. Vid dessa finns sittplatser i sten, vilka tillkom år 1821 på initiativ av Ludvig I av Bayern som besökte fontänen i samband med sina vistelser i Rom. Enligt uppgift ska Ludvig ha träffat sin älskarinna Marianna Florenzi på denna plats.
På grund av föroreningar av grundvattnet stängdes fontänen år 1959 och återöppnades senare med drickbart vatten från en akvedukt. Åren 2008–2009 företogs en omfattande restaurering av fontänen och man uppförde en inhägnad park runt denna.

## Bilder
| - Fontana dell'Acqua Acetosa. Gravyr av Giovanni Battista Falda. - Närbild med påve Alexander VII:s vapen och dedikationsinskription. |

| - Påve Alexander VII:s vapen. - Ludvig I av Bayern. - Marianna Florenzi. |